# نیک وکسلر (بازیگر)
نیک وکسلر (به انگلیسی: Nick Wechsler) (زاده ۳ سپتامبر ۱۹۷۸) بازیگر آمریکایی است.
از فیلم‌های معروف او می‌توان به بازی در مجموعه تلویزیونی انتقام و تیم نایت رایدر اشاره کرد.